# Agliana
Agliana é uma comuna italiana da região da Toscana, província de Pistoia, com cerca de 14.614 habitantes. Estende-se por uma área de 11 km², tendo uma densidade populacional de 1329 hab/km². Faz fronteira com Montale, Montemurlo (PO), Pistoia, Prato (PO), Quarrata.

## Demografia
| Variação demográfica do município entre 1861 e 2011                               |
|                                                                                   |
| Fonte: Istituto Nazionale di Statistica (ISTAT) - Elaboração gráfica da Wikipedia |